# Борго Сјега (Порденоне)
Борго Сјега је насеље у Италији у округу Порденоне, региону Фурланија-Јулијска крајина.
Према процени из 2011. у насељу је живело 39 становника. Насеље се налази на надморској висини од 14 м.